# تجویزگرایی عام
تجویزگرایی عام (به انگلیسی: Universal prescriptivism) که اغلب تجویزگرایی یا توصیه گرایی خوانده می‌شود، نظریه ای در فرااخلاق است که طبق آن به جای بیان گزاره‌ها، عبارت‌های اخلاقی شبیه امرهایی عمل می‌کنند که قابل تعمیم اند. کسی که حکم اخلاقی صادر می‌کند، گویی آن حکم را در تمام موقعیت‌هایی مرتکب شده که همان واقعیت‌های مربوطه قبلی حاضرند.